# Campagne (Maastricht)
Campagne is een woonwijk gelegen in het zuidwesten van de Nederlandse stad Maastricht. Het is tevens een van de 44 officiële buurten binnen de gemeente Maastricht. Samen met Biesland vormt het de dubbelwijk Biesland-Campagne, die als welvarend geldt en een groene, enigszins landelijke uitstraling heeft. De naam Campagne is afgeleid van het Franse woord voor 'veld'.

## Ligging en bevolkingssamenstelling
De buurt wordt begrensd door Biesland (in het oosten) en Wolder (in het westen). Aan de noordzijde vormt de belangrijke uitvalsweg Tongerseweg (N278) de grens met Daalhof. De zuidoostzijde, gelegen op de hellingen van de Kattenberg, grenst aan het grotendeels uit natuurgebieden bestaande Sint Pieter.
Campagne heeft circa 1.250 inwoners en behoort daarmee qua inwonertal tot de kleinere buurten in Maastricht. De buurt is ruim opgezet en heeft een groen karakter. Het inkomensniveau is bovengemiddeld in vergelijking met andere Maastrichtse buurten. De werkloosheid ligt onder het gemiddelde, evenals het percentage bewoners dat afhankelijk is van een uitkering. Een meerderheid van de bewoners woont in koopwoningen, die relatief groot zijn.

## Geschiedenis
Iets ten noorden van Campagne liep de Via Belgica, de belangrijke Romeinse heerweg van Gesoriacum (Boulogne-sur-Mer) naar Colonia Claudia Ara Agrippinensium (Keulen), via onder meer Tongeren, Maastricht en Heerlen. In 1972 trof de archeoloog J.H.F. Bloemers aan de Chambertinlaan fundamenten aan van twee muren van respectievelijk 13 en 5 meter lengte, mogelijk restanten van een Romeinse villa.
Voorheen bestond het gebied waar thans Campagne ligt uit landerijen, die tot 1794 veelal in handen waren van kerken of kloosters en die bewerkt werden door boeren uit de nabije dorpen Biesland en Wolder. Tijdens het ancien régime behoorden deze twee dorpen tot het graafschap van de Vroenhof, dat bestuurd werd vanuit de niet meer bestaande Hof van Lenculen aan de Tongersestraat. Na 1200 werd dit graafschap een Brabants leen. Na de komst van de Fransen werd het gebied ingedeeld bij de gemeente Vroenhoven. Bij de definitieve splitsing van Nederland en België in 1839 werd het gebied opgenomen in de Nederlandse gemeente Oud-Vroenhoven. Deze gemeente werd op 1 januari 1920 door Maastricht geannexeerd. De eerste tientallen jaren na de annexatie gebeurde er weinig, maar in de jaren 1960 werd besloten het gebied tussen Biesland en Wolder te bebouwen.
De woonwijk Campagne werd vanaf 1970 aangelegd op de noordhelling van het Jekerdal. Aan de zuidzijde van de Tongerseweg bevindt zich wat oudere bebouwing.

## Voorzieningen
De buurt kent nauwelijks eigen voorzieningen. Het bejaardenhuis Campagne is midden in de wijk gelegen. Het verouderde gebouw uit 1973 is omstreeks 2018 deels afgebroken en vernieuwd. Het is ingericht tot "zorgplaza" en verleent beperkt zorg aan thuiswonenden in de wijk, bijvoorbeeld in het appartementencomplex aan de achterliggende Sauterneslaan (1979-1980).

## Architectuur

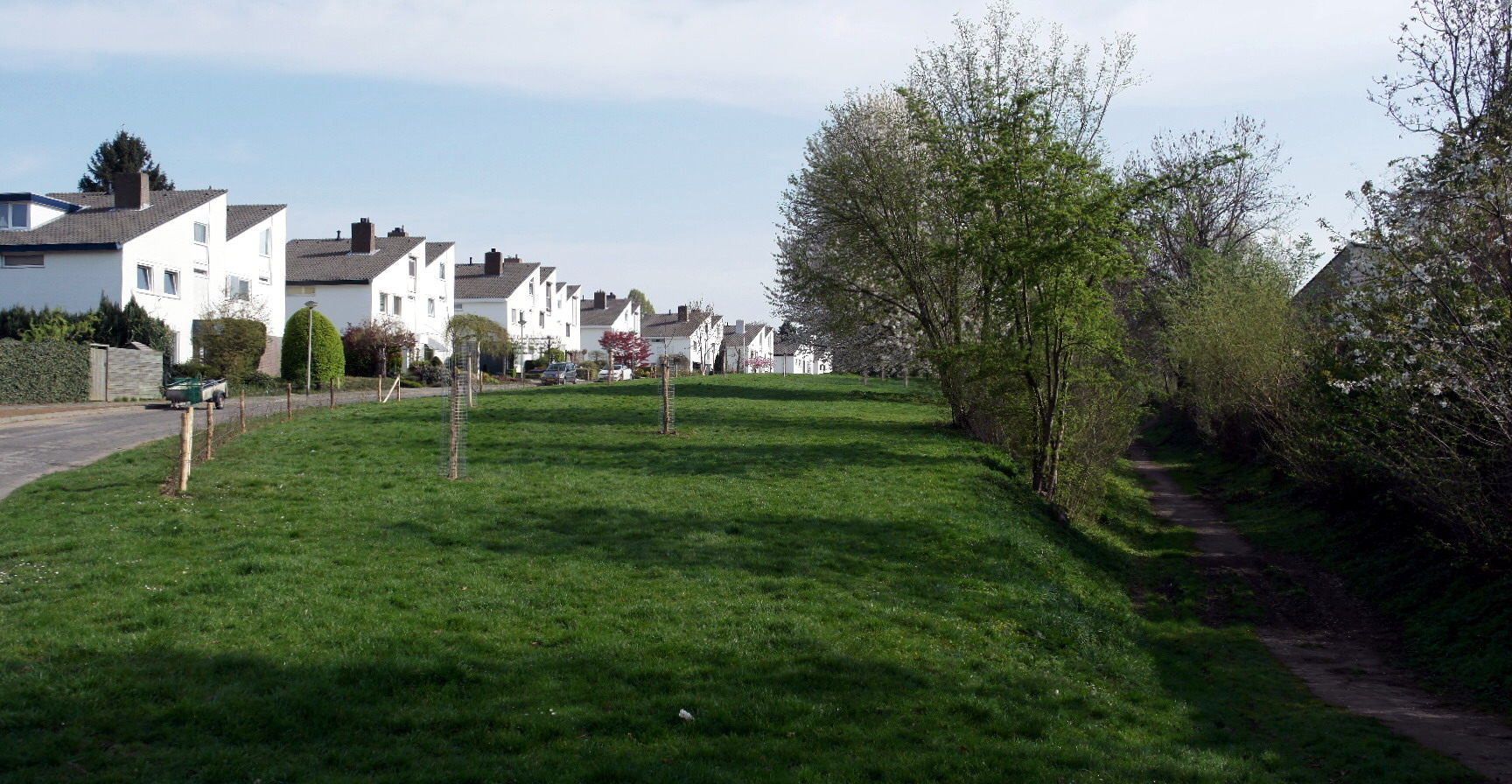
Oude holle weg Winterslag naar het oosten en witgeschilderde huizen St.-Emilionlaan

De statige huizen Tongerseweg 231 en 241 zijn rijksmonumenten. De voormalige boerderij Latourlaan 23 is een gemeentelijk monument.
De buurt bestaat hoofdzakelijk uit duurdere vrije sectorwoningen en wordt om die reden vaak aangeduid als de "goudkust" van Maastricht. De merendeels witgeschilderde huizen zijn veelal omgeven door ruime tuinen en hebben in sommige gevallen uitzicht op de natuurgebieden Sint-Pietersberg en Jekerdal.
Aan de Pomerollaan liggen enkele bijzondere villa's: Pomerollaan 103 is in 1971 ontworpen door architect H. Theunissen; nummer 39 is een recenter ontwerp van Guy Cleuren uit 1995; het naastgelegen huis op nummer 41 is van Jos Kramer en Ronald Veldhuijzen en werd een jaar later gebouwd. Bijzonder zijn ook de 40 geschakelde terraswoningen aan de Pommardlaan.

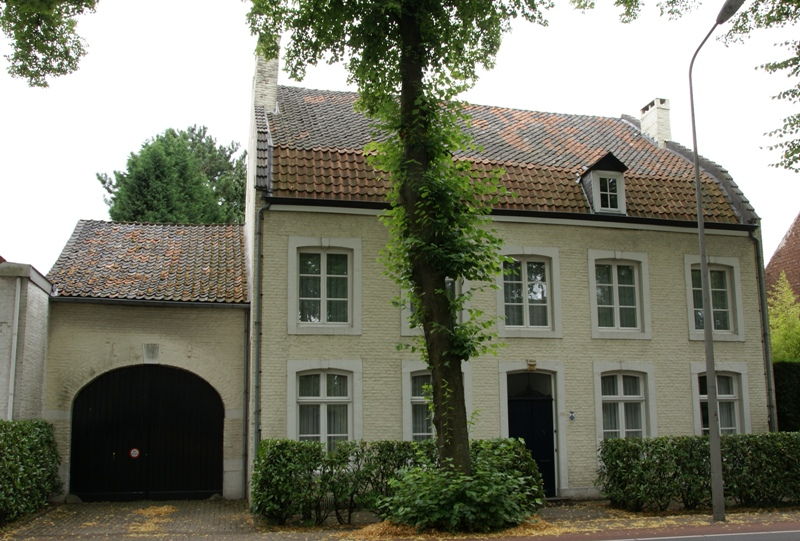
Rijksmonument Tongerseweg 231
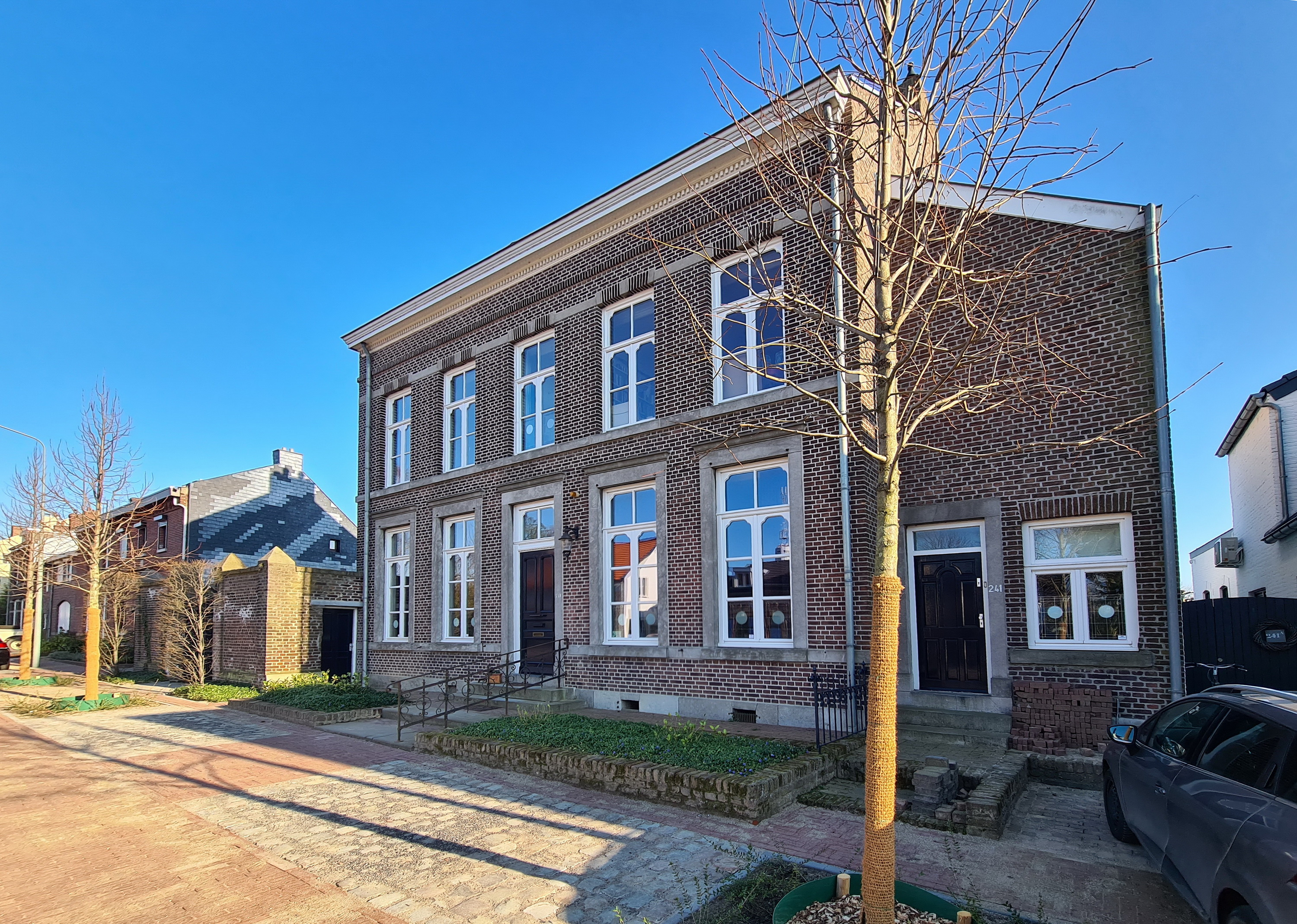
Rijksmonument Tongerseweg 241
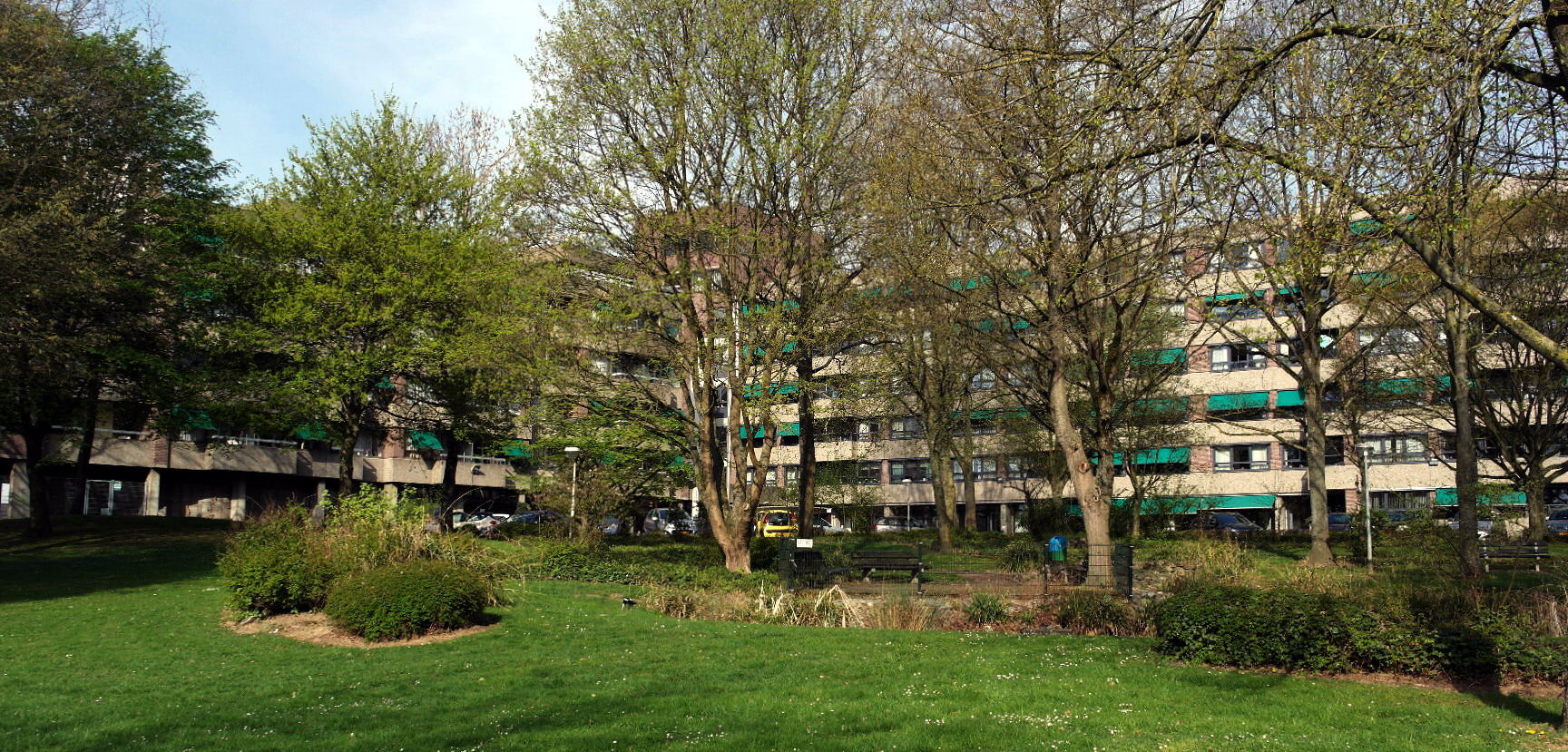
Verzorgingshuis Campagne aan de Medoclaan voor de verbouwing
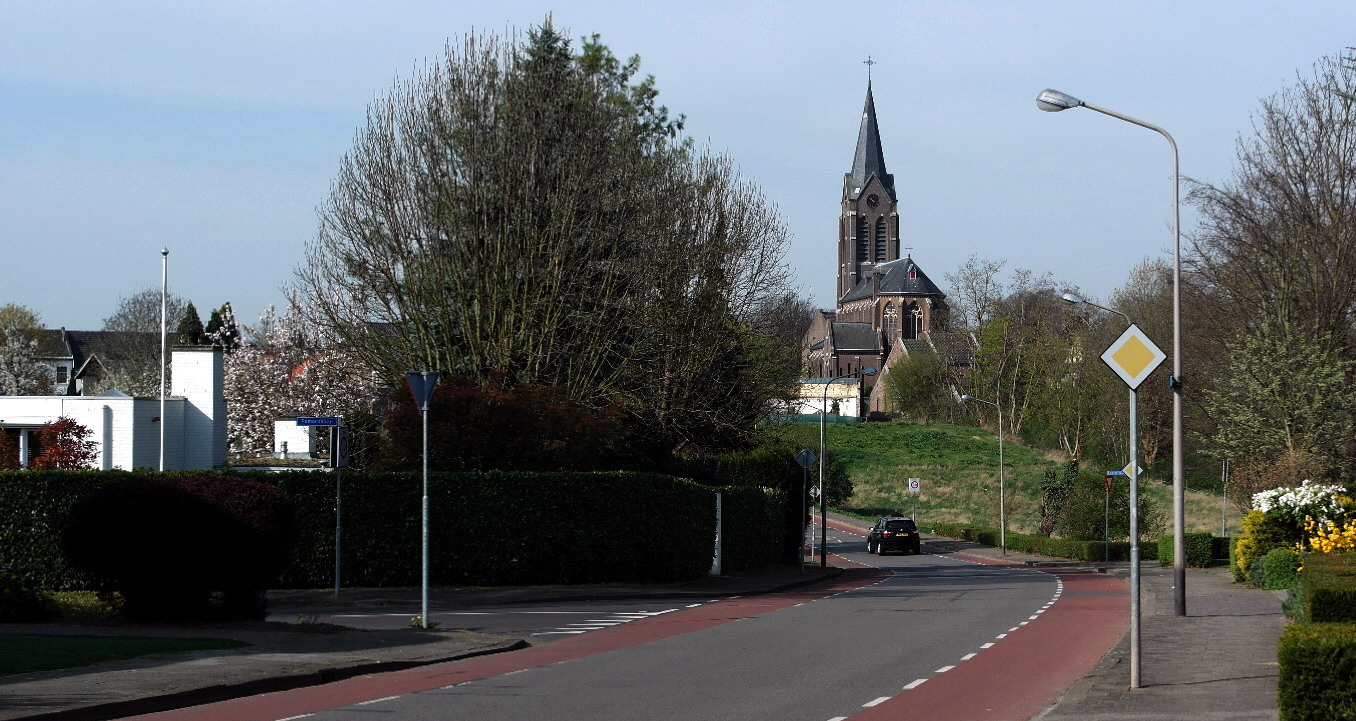
Médoclaan naar het westen met zicht op de kerk van Wolder